# Sławomir Majak
Sławomir Majak (* 12. Januar 1969 in Gidle) ist ein ehemaliger polnischer Fußballspieler.

## Sportlicher Werdegang
In Deutschland spielte er für Hannover 96 (1996) und bei Hansa Rostock (1997–2001). In 108 Bundesligaspielen schoss der Stürmer 15 Tore, unter anderem erzielte er das Siegtor beim 3:2-Sieg des FC Hansa Rostock beim VfL Bochum am 29. Mai 1999, der den Rostockern den Klassenerhalt in letzter Sekunde bescherte. Majaks Tor und der Verlauf des Spieles werden in Rostock heute als "das Wunder von Bochum" bezeichnet und gehören fest zur Fankultur. Von 2001 bis 2003 spielte er auf Zypern bei Anorthosis Famagusta. Nachdem er bereits 2003 an den zweitklassigen Verein MKS Piotrcovia Piotrków Trybunalski ausgeliehen wurde, kehrte Majak 2004 endgültig in seine polnische Heimat zurück. Er spielte noch eine Saison für seinen Heimatverein RKS Radomsko, die er zwischenzeitlich auch sechs Spiele als Spielertrainer betreute.
Nach dem Abstieg in die Drittklassigkeit übernahm Majak 2005 das Amt des Cheftrainers. Schon im Oktober des gleichen Jahres zog es ihn aber schon weiter zu Concordia Piotrków Trybunalski.
Von 1995 bis 2001 absolvierte Majak für die polnische Nationalmannschaft 22 A-Länderspiele.
Im Jahr 1997 wurde der Nationalspieler als Fußballer des Jahres in Polen ausgezeichnet.